# The Harvard Crimson

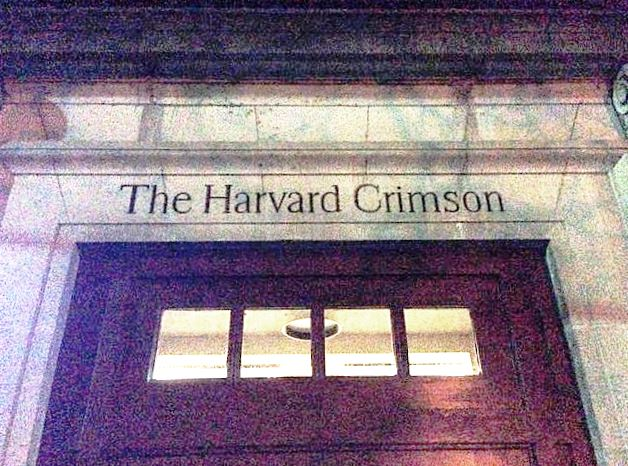
O escritório da The Harvard Crimson

The Harvard Crimson (português: "O Carmesim de Harvard") é um jornal estudantil diário da Universidade de Harvard que foi fundado em 1873, sendo um dos mais antigos jornais universitários continuamente publicado nos Estados Unidos. É o único jornal diário em Cambridge, Massachusetts, e é inteiramente produzido pelos universitários da Harvard College em formato standard. Seu nome refere-se à cor simbólica da universidade, ou seja, o carmesim.
Muitos estudantes que participaram do periódico se tornaram jornalistas e alguns conquistaram o Prêmio Pulitzer, como George Weller; Entre os vários nomes célebres que já escreveram para o jornal estão os 32º e 35º presidentes estadunidenses: Franklin Delano Roosevelt e John F. Kennedy, respectivamente.
"The Crimson" é uma organização sem fins lucrativos que é independente da universidade. Todas as decisões sobre o conteúdo e as operações diárias do periódico são feitas pelos estudantes. O jornal é composto por 10 quadros: Artes, Negócios, Notícias, Esportes, Editorial, Fofoca, Design, Quinze Minutos, Multimídia e Tecnologia.